# 23730 Suncar
23730 Suncar là một tiểu hành tinh vành đai chính với chu kỳ quỹ đạo là 1214.4483733 ngày (3.32 năm).
Nó được phát hiện ngày 21 tháng 4 năm 1998.